# Maybe Memories
Maybe Memories er en opsamlingsplade fra bandet The Used, som indeholder musik fra deres cd The Used og demo'er fra Demo's From the Basement samt andet tidligere uudgivet materiale. Pladen blev udgivet d. 8. juli 2003 og har en længde på 34:37. Producer på pladen var John Feldmann og Craig Aaronson.

## Numre
1. Maybe Memories (Live) – 3:11
2. A Box of Sharp Objects (Live) – 2:56
3. On My Own (live) – 2:26
4. Say Days Ago (live) – 5:40
5. Just a Little – 3:28
6. It Could Be a Good Excuse(hjemmedemo) – 2:51
7. Zero Mechanism(hjemmedemo) – 2:36
8. Bulimic (hjemmedemo) – 3:23
9. Alone This Holiday – 2:57
10. Sometimes I Just Go For It – 4:45

## Bandet
- Bert McCraken
- Quinn Allman
- Jeph Howard
- Braden Steinecket